# Santa Gertrudis de Fruitera

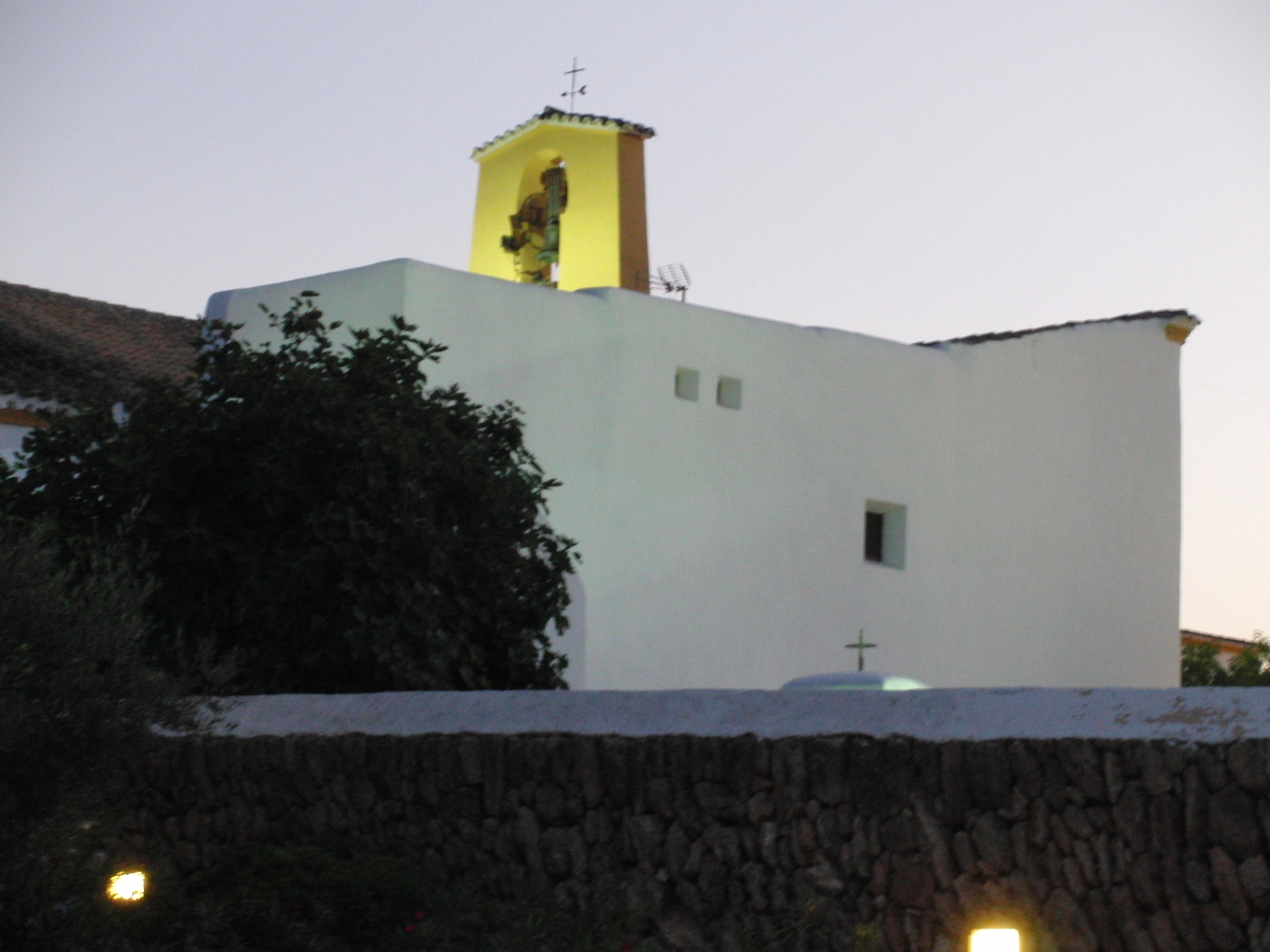
Església de Santa Gertrudis

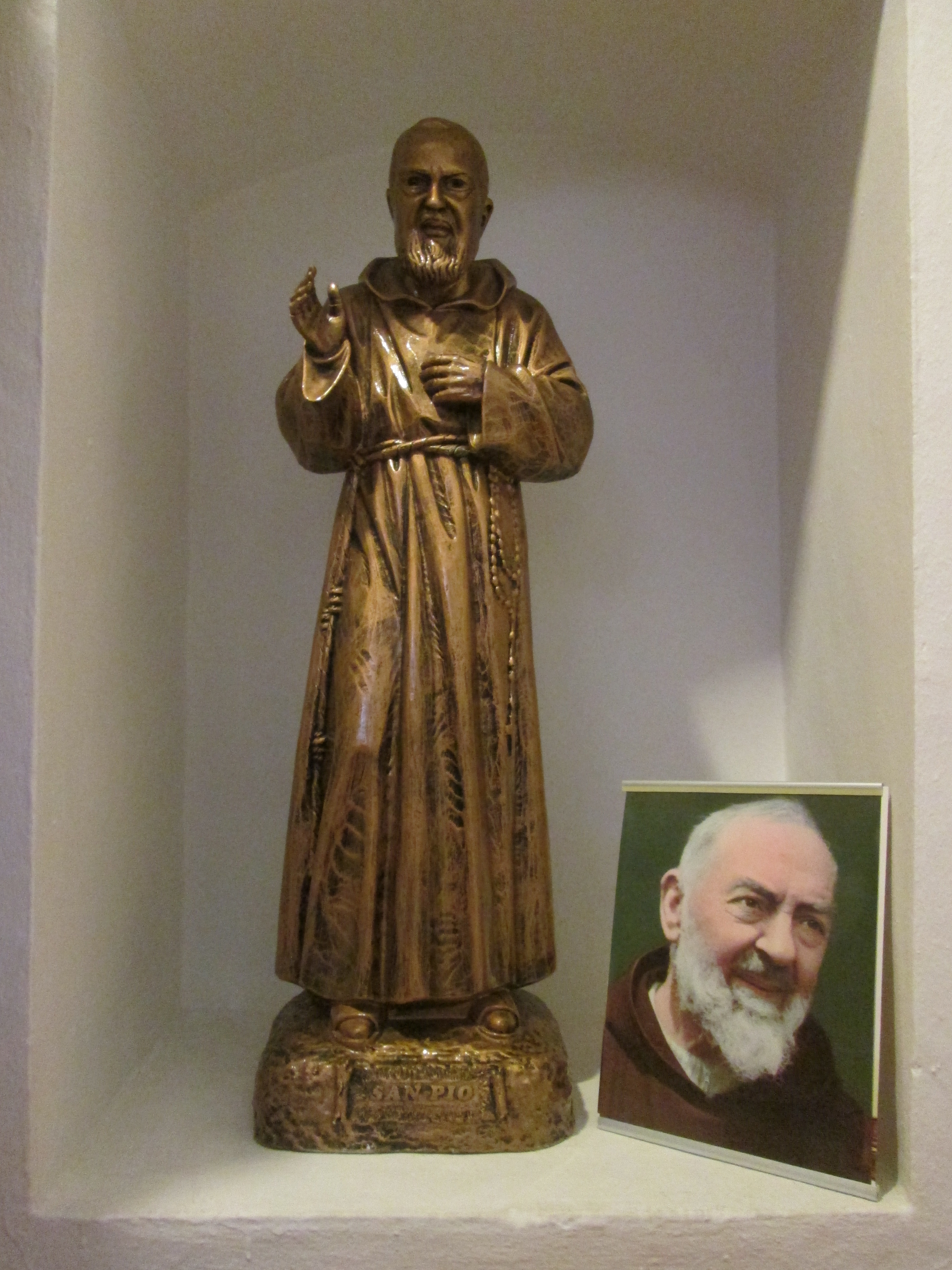
L'estàtua del Sant Pius de Pietrelcina a l'Església de Santa Gertrudis

Santa Gertrudis de Fruitera, anomenada Santa Lletrudis pels oriünds, és una localitat al centre geogràfic de l'Illa d'Eivissa que pertany al municipi de Santa Eulària des Riu. És també una de les tres parròquies tradicionals junt amb Sant Rafel de sa Creu i Sant Llorenç de Balàfia que no toquen la mar. Confronta amb Sant Miquel de Balansat, Sant Llorenç de Balàfia, Santa Eulària des Riu, Jesús, Sant Rafel de sa Creu i Sant Mateu d'Albarca.
El gentilici és lletrudienc.

## Història i geografia
Com gairebé tots els pobles de l'illa, va rebre el seu nom d'una santa o d'un sant, ja que l'element aglutinador a l'origen i formació del poble fou l'església al voltant de la qual es va construir un petit nucli urbà que encara avui conserva la seva estructura original. L'església, consagrada a Santa Gertrudis, fou inaugurada el 1797. A la façana actual, s'hi poden observar afegits posteriors provocats per les diferents modificacions sofertes amb el pas del temps. El seu campanar, construït el 1899, és el més gran de totes les esglésies d'Eivissa. Al presbiteri s'hi troba el retaule original de fusta que data de finals de segle xviii i que mostra una imatge de Santa Gertrudis. Gairebé tot el territori es troba a més de 100 metres d'altitud, encara que no és una àrea especialment accidentada. La zona més muntanyosa de la parròquia és la serra de Forn Nou entre Santa Gertrudis i Sant Mateu on es troba el punt més elevat de la zona: el puig de sa Torreta que té 348 metres. Presenta també alguns dels cursos fluvials més importants de l'illa: el riu de Santa Eulària que travessa la regió de nord-oest a sud-est; el torrent de Fruitera que desaigua cap al sud i, en ajuntar-se a altres torrenteres, forma la séquia Llavanera que desemboca a la badia d'Eivissa. A part d'aquests corrents d'aigua la parròquia també té un gran nombre de fonts d'en Costa, d'en Macià, de sa Pedra i, la més rellevant, sa Fontassa. També hi ha en aquesta parròquia nombrosos pous molt antics com poden ser el pou d'en Ribes molt a prop de l'església d'on antigament es proveïa la gent del poble; o el Pou d'en Gatzara es troba a molt poca distància del nucli urbà del poble i és el punt que des de temps immemorial es considera que marca realment el centre geogràfic de l'illa. Antigament en aquest lloc es realitzaven balls el 25 de juny, festivitat de Sant Jaume. La població, com a tot el camp pitiús, s'ha agrupat tradicionalment en vendes que són una organització de l'espai perfectament adaptada a les necessitats de l'home, la geografia i els costums de les Pitiüses i que si no s'oficialitza de cap forma, veu perillar la seva pervivència. El poble de Santa Gertrudis està dividit actualment en nou vendes: can Ramons, Parada, cas Serres, sa Picassa, es Poble, Fruitera, Santa Maria, can Llàtzer i cas Savions. L'agricultura d'aquest poble, com a tota l'illa, ha sigut majoritàriament de secà, encara que aquí hi ha hagut tradicionalment més zones de regadiu, ja que a la vora del riu i, per tot arreu, hi ha nombrosos pous i sénies antiquíssims. De tota manera, una de les millors formes tradicionals d'aprofitament d'aigua del riu eren les basses, unes petites represes que elevaven el nivell de l'aigua per canalitzar-la i poder regar considerables extensions de terreny. N'hi va arribar a haver prop d'una vintena, de basses de les quals actualment ja no en queda gairebé ni rastre, encara que sí que es poden veure actualment a molts de llocs canalitzacions que repartien l'aigua.